# Antella
Antella là một đô thị ở comarca Ribera Alta cộng đồng Valencia, Tây Ban Nha. Đô thị này có diện tích 17,57 km², dân số thời điểm năm 2006 là 1427 người.